# ستيفن تريجو
ستيفن تريجو (بالإنجليزية: Stephen Trejo)‏ هو لاعب كرة قدم أمريكية أمريكي، ولد في 20 نوفمبر 1977.